# جنگل پاگودا در معبد شائولین
جنگل پاگودا در معبد شائولین (انگلیسی: Pagoda Forest at Shaolin Temple) به گورستان اصلی راهبان بودایی در معبد شائولین تحت کوه سونگ اشاره دارد. این مجموعه شامل حدود ۲۵۰ پاگودای یادبود است که در زیر یا درون آن‌ها خاکستر افراد متوفی قرار دارد و گورستان مساحتی حدود ۲۱٬۰۰۰ متر مربع (۵٫۲ جریب فرنگی) را پوشش می‌دهد. مرکز آن حدود ۲۵۰ متر (۲۷۰ یارد) از محوطه معبد فاصله دارد.
این «پاگوداهای یادبود» واقعی نیستند، بلکه شبیه‌سازی‌هایی از برج‌ها هستند که نماد محل سکونت مردگان می‌باشند. در زبان انگلیسی سقف‌های برگردانده‌شده معمولاً «طبقات» نامیده می‌شوند. تعداد طبقات در برج‌های یادبود با وضعیت پیشین فرد متوفی همخوانی دارد.
این گورستان تاریخ بیش از ۱۲۰۰ ساله دارد، اما استفاده از آن همچنان ادامه دارد. نه هر راهب می‌تواند در آن دفن شود؛ در بیشتر موارد، آن‌ها به نوعی برجسته هستند. به جز دو پاگودا که نمایانگر گروه‌های راهبان هستند، راهبان عادی که در موقعیت رهبری نبودند، در خارج از جنگل پاگودا دفن می‌شدند.
در طول ۱۲۰۰ سال گذشته، تأسیسات مذهبی این مکان تغییرات بسیاری را تجربه کرده‌اند و اکنون به مراکز هنرهای رزمی و زمین‌گردشگری تبدیل شده‌اند. معبد اصلی به عنوان اولین مرکز بودیسم چان تخصصی در هنرهای رزمی چینی تأسیس شد. راهبان همیشه احترام محبت‌آمیز خود را به اساتید حفظ کرده‌اند، کسانی که هنوز با نام شناخته می‌شوند. مقبره‌ها عموماً به خوبی نگهداری می‌شوند و در مکان‌های محافظت‌شده قرار دارند.
اگرچه این گورستان بزرگ‌ترین گورستان پاگودا است، اما همه پاگوداهای یادبود در آن قرار ندارند. معابد دیگر در اطراف نیز پاگوداهایی دارند. پاگوداها تنها نوع معماری یادبود نیستند. سنگ یادبودهایی در مکان‌های مختلف یافت می‌شوند. شخصیت‌های تاریخی مشهور گاهی با مجسمه‌ها یا نقاشی‌های دیواری بزرگداشت می‌شوند.

## پنجره زمانی جنگل پاگودا
پاگوداها به روش‌های مختلفی تاریخ‌گذاری می‌شوند. هر یادبود حاوی یک کتیبه است که نام و تاریخ آن را بر روی سنگ یا بر روی تابلوی حکاکی‌شده نشان می‌دهد. هر کتیبه باقی‌مانده در حقیقت یک سند تاریخی است. با این حال، تابلوها همیشه بر روی یادبود باقی نمانده‌اند. آن‌ها ممکن است از یادبود جدا شده یا شکسته شوند تا به اتاق درون آن دسترسی پیدا کنند، که احتمالاً عملی از سرقت بوده است، چون باعث تخریب پاگودا می‌شود. تخریب سیاسی آسیب بیشتری به ساختار وارد می‌کرد. کتیبه‌های باقی‌مانده آثار هنری هستند. خوشنویسی در سبک دوره مربوطه است و به این ترتیب، روش دیگری برای شناسایی دوره زمانی ارائه می‌دهد. یک پاگودا می‌تواند به‌طور باستان‌شناسی بر اساس اندازه، شکل، مواد آجرها و محتوای سیمان تاریخ‌گذاری شود؛ معماری آن نیز بر اساس ویژگی‌های تزئینی آن قابل تشخیص است.
اولین پاگودا در گورستان مربوط به استاد فارو است که تاریخ آن به ۶۸۹ میلادی بازمی‌گردد. با توجه به اینکه او دوران طولانی‌ای را در معبد گذرانده است، باید فرض کرد که کار خود را بسیار زودتر آغاز کرده است. تاریخ آن در دودمان تانگ قرار دارد. تمام سلسله‌های بعدی تا دودمان چینگ نمایندگی دارند و بازه زمانی از ۶۱۸ تا ۱۹۱۱ میلادی را پوشش می‌دهند. با این حال، پاگوداها همچنان تا امروز ساخته می‌شوند.
برخی از راهبان خارجی در کتیبه‌ها ثبت شده‌اند: یک راهب ژاپنی که تاریخ آن به ۱۳۳۹ میلادی برمی‌گردد و یک راهب هندی که تاریخ آن به ۱۵۶۴ میلادی مربوط است.

## معماری پاگوداها
مطالعات توزیع پاگوداها نشان می‌دهند که اکثریت آن‌ها در دوران دودمان مینگ (۱۳۶۸–۱۶۴۴) و دودمان چینگ (۱۶۴۴–۱۹۱۱) ساخته شده‌اند. با این حال، اعداد دقیق بستگی به مساحت پذیرفته شده به عنوان اندازه گورستان دارد. هیچ مرز دائمی و ثابتی برای این منطقه وجود نداشته است؛ بلکه راهبان تصمیم می‌گرفتند که استاد را در زمینی زیبا که بر روی جویباری به سمت غرب قرار داشت دفن کنند. به همین دلیل، منطقه‌ای با بیشترین تمرکز وجود دارد که با دایره‌هایی از تمرکز کمتر احاطه شده است، هرچند برخی تلاش کرده‌اند که الگوهایی مانند طرف چینی را ببینند. با این حال، مکان‌های جغرافیایی معمولاً به مرزهای مشخصی نیاز دارند که بر روی صحنه تحمیل شده است.
مرزهای رسمی توسط کمیته مدیریت پارک‌های جغرافیایی تعیین شده و در یک تابلو اطلاعاتی در محل منتشر شده‌اند. بر اساس این تابلو، جنگل پاگودا در ۲۰ نوامبر ۱۹۹۶ تحت کنترل دولتی قرار گرفت. این گورستان شامل ۱۴٬۰۰۰ متر مربع (۳٫۵ جریب فرنگی) است که ۲۴۸ نشانگر، بیشتر پاگوداها را دربردارد. گورستان آن ۳۰۰ متر از غرب معبد فاصله دارد. برای دوره‌های زمانی، این گورستان سلسله‌های تانگ، وودای، سونگ، جین، یوان، مینگ، چینگ و مدرن را شامل می‌شود. منابع دیگر ارقام دیگری را ارائه می‌دهند. هرچند هر مرزی که در نظر گرفته شود، برخی از پاگوداها در آن نخواهند بود.
پاگوداها از سنگ یا آجر ساخته شده‌اند،

## عضویت در پارک‌ها
جنگل پاگودا در شائولین در پای کوه سونگ قرار دارد و یکی از بزرگ‌ترین جنگل‌های پاگودا در چین است. این مکان در سال ۱۹۹۶ به عنوان یک نقطه دیدنی ملی نامگذاری شد. هم معبد شائولین و هم جنگل پاگودا در سال ۲۰۱۰ به عنوان میراث جهانی به ثبت رسیدند و بخشی از «دنگ فنگ» شدند.

## یادداشت
1. ↑  وانگ، با استفاده از سوابق شهری دنفنگ، با مساحت رسمی موافق است، اما ۲۳۰ پاگودا را شمارش می‌کند، که شامل ۲ در تانگ، ۳ در سونگ، ۱۰ در جین، ۲۰ در ژوان و باقی‌مانده ۱۹۵ در مینگ و چینگ است. در انتخاب مرزهای خود، اولین تاریخ آن به ۷۹۱ بازمی‌گردد.